# Pantherian
Pantherian (anciennement nommé Intimidator 305, puis temporairement Project 305 en 2024) est un parcours de giga montagnes russes du parc Kings Dominion, situé à Doswell, en Virginie, aux États-Unis.

## Statistiques[1]

### Dimensions physiques
- Angle du lift : 45 degrés
- Angle de la première descente : 85 degrés
- Hauteur de la première bosse : 93 m (305 pieds)
- Hauteur de la deuxième bosse : 46 m (150 pieds)
- Hauteur de la troisième bosse : 23 m (75 pieds)
- Hauteur de la quatrième bosse : 21 m (70 pieds)

### Véhicules
- Dix wagons de quatre places sur chaque trains, soit 40 passagers par train. Il y a deux trains : un argent et un rouge.

## Récompenses
| Classement | 11 | 12 |

| Classement | 3 |